# Smilno
Smilno je obec na Slovensku v okrese Bardejov. Žije zde 678 obyvatel, první písemná zmínka pochází z roku 1250. Zdejší římskokatolický kostel svatého Štěpána Uherského ze 13. století prošel v letech 1982 až 1984 zásadní přestavbou, při níž zůstala zachována jen věž a některé další prvky.
Starostou obce je Vladimír Baran.